# Laroche-près-Feyt
Laroche-près-Feyt is een gemeente in het Franse departement Corrèze (regio Nouvelle-Aquitaine) en telt 77 inwoners (2009). De plaats maakt deel uit van het arrondissement Ussel.

## Geografie
De oppervlakte van Laroche-près-Feyt bedraagt 17,7 km², de bevolkingsdichtheid is dus 4,4 inwoners per km².
De onderstaande kaart toont de ligging van Laroche-près-Feyt met de belangrijkste infrastructuur en aangrenzende gemeenten.

## Demografie
Onderstaande figuur toont het verloop van het inwonertal (bron: INSEE-tellingen).